# Pouteria penicillata
Pouteria penicillata är en tvåhjärtbladig växtart som beskrevs av Charles Baehni. Pouteria penicillata ingår i släktet Pouteria och familjen Sapotaceae. IUCN kategoriserar arten globalt som sårbar.
Artens utbredningsområde är Guyana. Inga underarter finns listade i Catalogue of Life.